# Entoloma fabulosum
Entoloma fabulosum är en svampart som beskrevs av E. Horak 2008. Entoloma fabulosum ingår i släktet Entoloma och familjen Entolomataceae.   Inga underarter finns listade i Catalogue of Life.